# Heleomyza borealis
Heleomyza borealis är en tvåvingeart som först beskrevs av Karl Henrik Boheman 1865.  Heleomyza borealis ingår i släktet Heleomyza och familjen myllflugor.
Artens utbredningsområde är Norge. Inga underarter finns listade i Catalogue of Life.